# Dasnapur
Dasnapur is een census town in het district Adilabad van de Indiase staat Telangana. 

## Demografie
Volgens de Indiase volkstelling van 2001 wonen er 19.963 mensen in Dasnapur, waarvan 49% mannelijk en 51% vrouwelijk is. De plaats heeft een alfabetiseringsgraad van 58%. 